# Batalion ON „Oborniki”

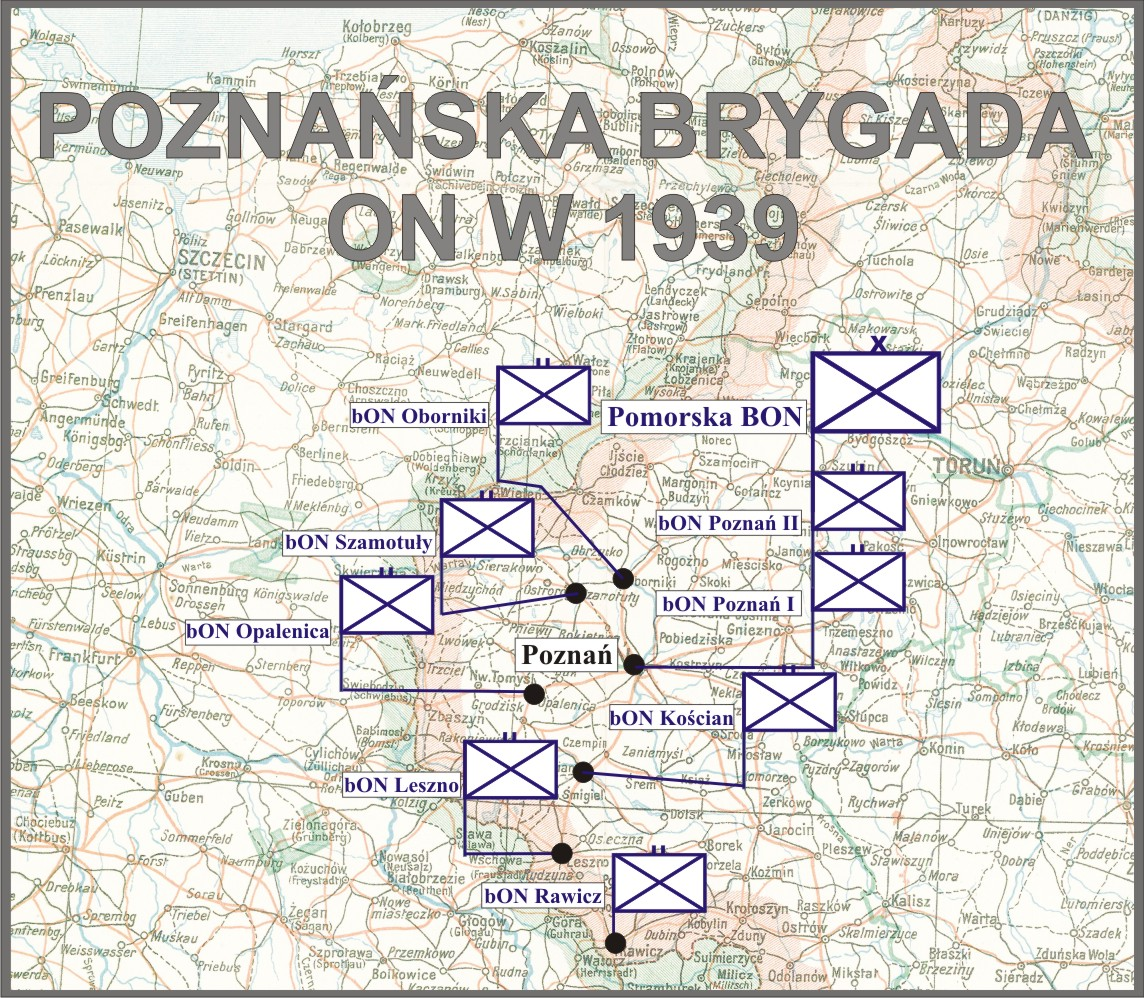
Poznańska Brygada ON

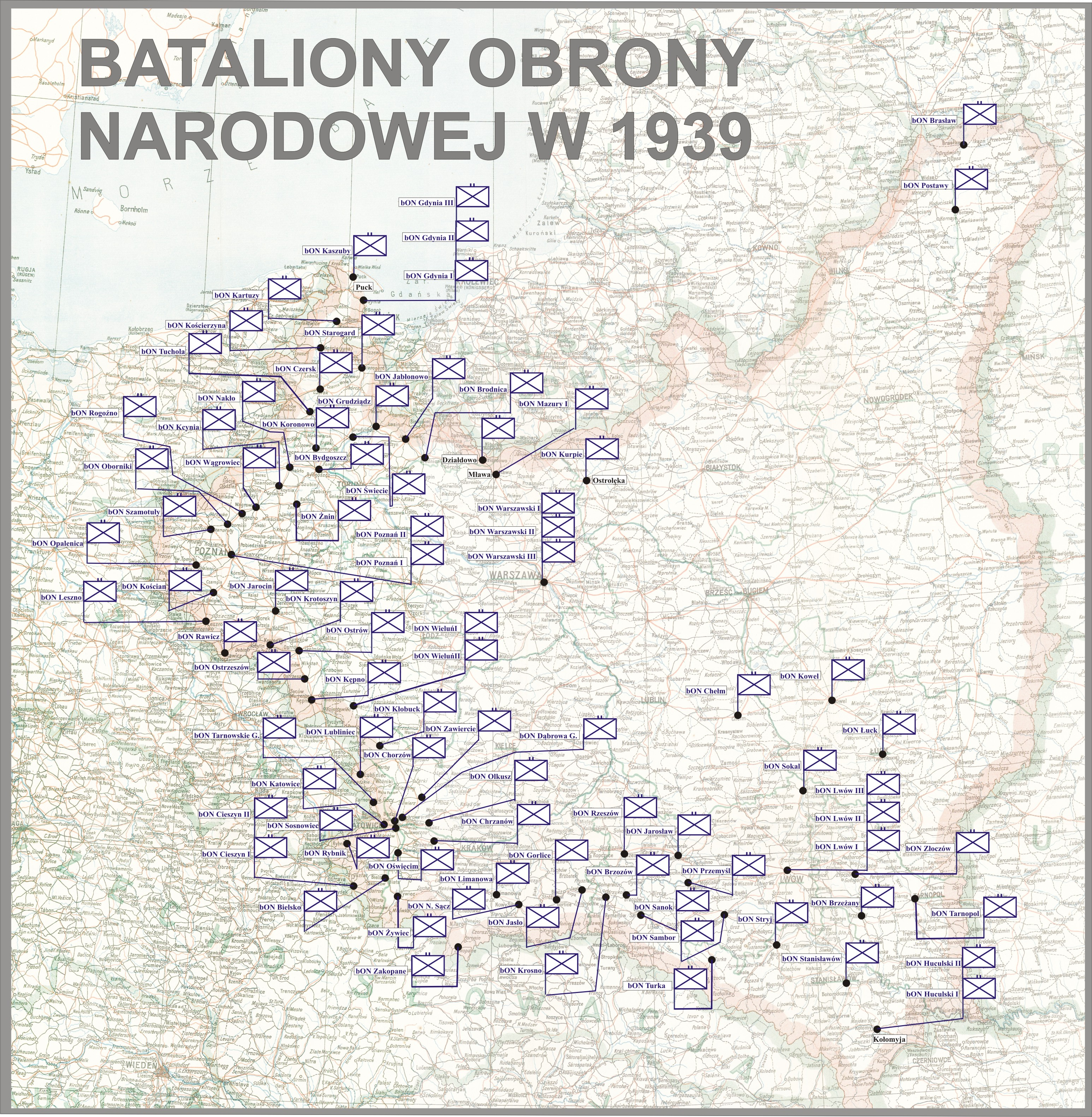
Obrona Narodowa w 1939

Obornicki Batalion Obrony Narodowej (batalion ON „Oborniki”) – pododdział piechoty Wojska Polskiego II RP.

## Formowanie i zmiany organizacyjne
Batalion został sformowany w maju 1939 roku, w składzie Poznańskiej Brygady ON, według etatu batalionu ON typ IV.
Jednostką administracyjną i mobilizującą dla Obornickiego batalionu ON był 57 pułk piechoty wielkopolskiej w Poznaniu.
Od 11 lipca 1939 roku batalion, pod względem taktycznym, został podporządkowany dowódcy 14 Wielkopolskiej Dywizji Piechoty. 

## Obornicki batalion ON w kampanii wrześniowej
W dniach 1–4 września batalion wchodził w skład Oddziału Wydzielonego płk. Stanisława Królickiego. Wspierał działania 7 pułku strzelców konnych w działaniach przeciw dywersyjnych, w pasie obrony pułku. Obsadził wybudowane w okresie lipca i sierpnia 1939 umocnienia polowe w rejonie Murowanej Gośliny i na północno-zachodnich obrzeżach Puszczy Zielonki. Nocą 4/5 września ubezpieczał odejście 7 psk w kierunku Konina w ślad za Wielkopolską Brygadą Kawalerii. Następnie 5 września batalion odmaszerował do Zgrupowania Poznańskiej Brygady ON płk. Stanisława Siudy po trasie Bolechowo, Owińska, Czerwonak, Swarzędz, Paczkowo, Iwno w kierunku Wrześni. 

## Organizacja i obsada personalna
Obsada personalna
- dowódca batalionu – kpt. Jan Furmanowicz
- adiutant batalionu – ppor. rez. Tadeusz Pietz
- dowódca plutonu zwiadu – ppor. rez. Stanisław Binek
- dowódca plutonu ppanc. – por. rez. Jan Bednarczyk
- lekarz batalionu – ppor. rez. Stanisław Nurczyk
- dowódca 1 kompanii ON „Oborniki” – ppor. rez. Izydor Kosiak
  - dowódca I plutonu – ppor. rez. Władysław Jurek
  - dowódca II plutonu – ppor. rez. Henryk Goldman
  - dowódca III plutonu – ppor. rez. Felicjan Dąbkowski
  - dowódca plutonu ckm – chor. Piotr Skrzypczak
- dowódca 2 kompanii ON „Rogoźno” – kpt. rez. Marian Oleszek
  - dowódca I plutonu – por. rez. Władysław Siekierski
  - dowódca II plutonu – ppor. rez. Alojzy Schwark
  - dowódca III plutonu – ppor. rez. Franciszek Stachowiak
  - dowódca plutonu ckm – NN
- dowódca 3 kompanii ON „Murowana Goślina” – kpt. rez. Zygmunt Rakoczy
  - dowódca I plutonu – ppor. rez. Jan Leśnik
  - dowódca II plutonu – ppor. rez. Mieczysław Glaziński
  - dowódca III plutonu – NN
  - dowódca plutonu ckm – plut. Polus